# Šikmý proužek

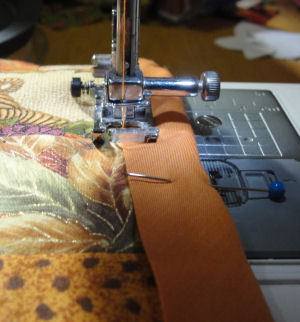
Extra široká páska s dvojitým přehybem, šitá jako lem na ozdobnou přikrývku.

Šikmý proužek je úzký pruh látky, který je ustřižený na šikmo přes osnovu látky pod úhlem 45 stupňů. Proužek střižený na šikmo je pružnější a tvárnější oproti proužku, který by byl ustřižený kolmo k vláknům látky. Více proužků lze spojit do dlouhé pásky. Šířka pásky se liší v závislosti na použití od asi 1 cm do asi 7 cm. Páska se používá při tvorbě lemů, švů a zakončování hrubých okrajů. Šikmý proužek je často používán na okrajích prošívaných přikrývek, prostírání a jako jednoduchý popruh pro běžné tašky nebo oblečení.

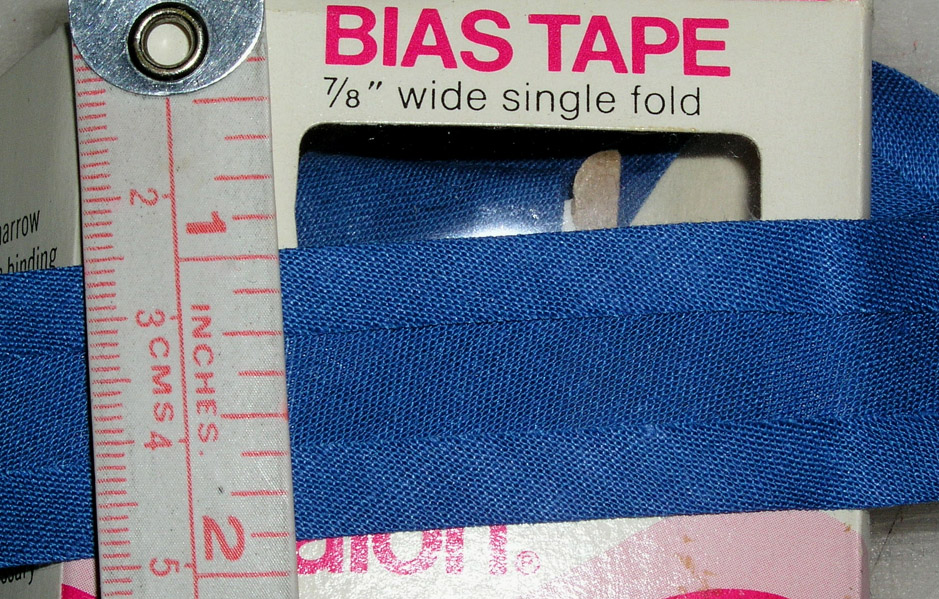
Jednou přeložený šikmý proužek

Jednou přeložený šikmý proužek má dvě krajní čtvrtiny přeložené rubovou stranou k sobě.

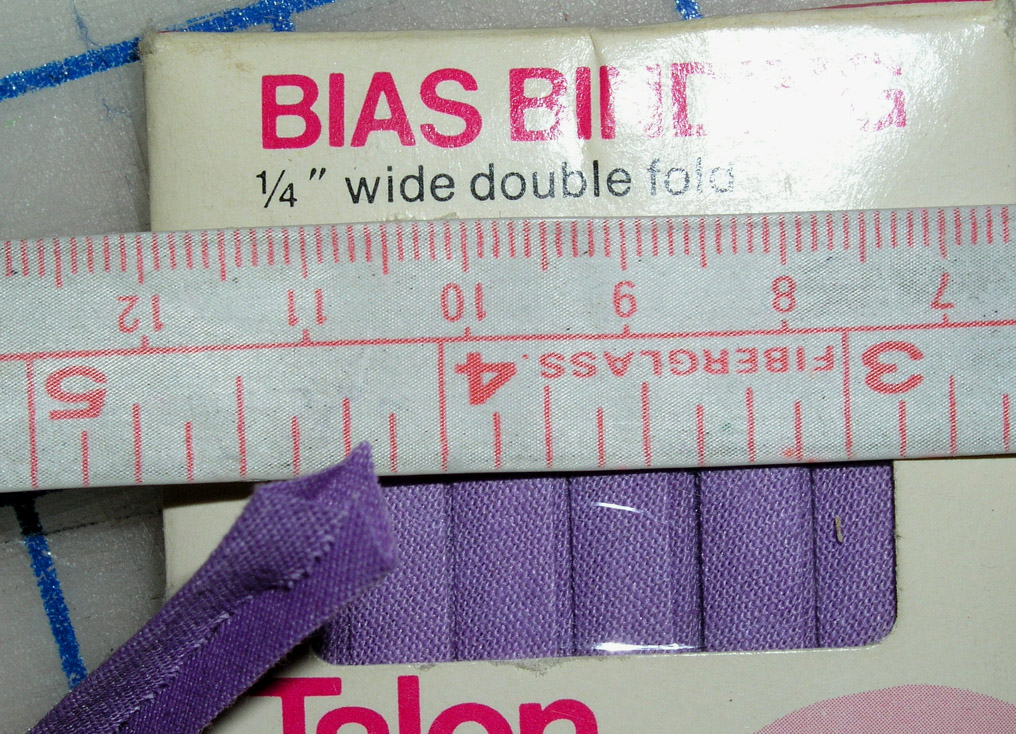
Dvakrát přeložený šikmý proužek

Dvakrát přeložený šikmý proužek je jednou přeložený šikmý proužek, který se přeloží ještě jednou ve svém středu.
Jsou dostupné i zakladače pro domácí tvorbu šikmých proužků, které látku přeloží na čtvrtiny a připraví k zažehlení.